# Championnat de France de rink hockey 2014-2015
Vous lisez un « bon article » labellisé en 2018.
Navigation
Nationale 1 2013-2014 Nationale 1 2015-2016
Le championnat de France de rink hockey de Nationale 1 2014-2015 est une édition de la plus importante compétition de rink hockey en France. Le calendrier de la compétition, qui se déroule du 13 septembre 2014 au 16 mai 2015, est avancé d'un mois pour permettre l'organisation du championnat du monde 2015 à Mouilleron-le-Captif, en Vendée.
Organisé sous l'égide de la Fédération française de roller sports, le championnat est composé de douze équipes qui se rencontrent chacune deux fois, sous la forme de matchs aller-retour. Pour les équipes participantes, le championnat est entrecoupé par la coupe de France, ou par des compétitions internationales telles que la coupe CERS ou la Ligue européenne.
Vainqueur de l'édition précédente devant La Roche-sur-Yon, le club breton du HC Quévert est le tenant du titre. Au terme d'une saison dont le titre est décerné lors de la dernière journée, le HC Quévert conserve son titre de champion de France, le neuvième de l'histoire du club. En remportant la coupe de France la même année, le club réalise le deuxième doublé de son histoire et devient le premier club à y parvenir.

## Protagonistes

### Clubs engagés
| \| Biarritz Plonéour-Lanvern Coutras Noisy-le-Grand La Roche-sur-Yon Lyon Mérignac Ergué-Gabéric Ploufragan Quévert St-Brieuc Saint-Omer \| Localisation des clubs engagés dans le championnat. |
| Biarritz Plonéour-Lanvern Coutras Noisy-le-Grand La Roche-sur-Yon Lyon Mérignac Ergué-Gabéric Ploufragan Quévert St-Brieuc Saint-Omer                                                           |

Les neuf premiers du championnat de Nationale 1 2013-2014, le vainqueur des matchs de barrage et les deux équipes ayant terminé premières de chacune des deux poules de Nationale 2 de 2013-2014 participent à la compétition.
Les deux dernières équipes sont reléguées en Nationale 2.
L'équipe ayant terminé à la dixième place dispute un match face au vainqueur du match opposant les deux équipes qui ont terminé à la deuxième place de chacune des poules de Nationale 2.
| Club                | Classement 2013-2014 | Entraîneur                             | Salle(s)                                               |
| ------------------- | -------------------- | -------------------------------------- | ------------------------------------------------------ |
| HC Quévert          | 1er                  | Sergio Burgoa                          | Salle Némée, Dinan                                     |
| LV La Roche-sur-Yon | 2e                   | Éric Marquis Borja Lopez Édu Fernandez | Salle de l'Angelmière, La Roche-sur-Yon                |
| SCRA Saint-Omer     | 3e                   | Sergi Punset Fabien Savreux            | Salle du Brockus, Saint-Omer                           |
| RAC Saint-Brieuc    | 4e                   | Frédérick Bouyer                       | Salle André Pelé, Plérin                               |
| SA Mérignac         | 5e                   | Stéphane Hérin                         | Roller Stadium, Mérignac                               |
| RHC Lyon            | 6e                   | Gregory Avondo                         | Halle de roller-skating de la Duchère, Lyon            |
| US Coutras          | 7e                   | Sebastian Cano                         | Patinoire Milou Ducourtioux, Coutras                   |
| CS Noisy-le-Grand   | 8e                   | Eduardo Lombino                        | Gymnase des Yvris, Noisy-le-Grand                      |
| AL Ergué-Gabéric    | 9e                   | Miguel Angel Sanchez Sevilla           | Complexe Sportif de Croas-Spern, Ergué-Gabéric         |
| AL Plonéour-Lanvern | 1er Nationale 2 Nord | Duarte Manuel Neto Delgado             | Salle Omnisports de Plonéour-Lanvern, Plonéour-Lanvern |
| Biarritz OL         | 1er Nationale 2 Sud  | Cyril Desnoyer                         | Gymnase Notary, Biarritz                               |
| SPRS Ploufragan     | Vainqueur barrage    | Stéphane Liscoët                       | Salle Glénan, Ploufragan                               |

### Arbitres officiants
Les arbitres principaux officient par paire dans le championnat de Nationale 1 depuis 2009. Ils possèdent, pour la quasi-totalité, un niveau d'arbitrage d'un degré 5. Pour contrôler leur niveau, un délégué technique ou superviseur peut parfois assister au match. Ils sont accompagnés par un arbitre assistant qui à la responsabilité de la table de marque.
La désignation des arbitres est faite pour la première moitié du championnat par Jean-Luc Bédouet puis par Daniel Charollais. Ils doivent faire face à un manque d'arbitre,. Dans l’objectif d'harmoniser ses différentes sections entre elles, la FFRS décide de mettre en place un nouveau maillot pour les arbitres. Ce nouveau maillot de couleur jaune apparait sur les terrains à partir de janvier 2015. Il vient remplacer le maillot à losange blanc et noir.

## Pré-saison

### Transferts
La période règlementaire des transferts en France, s’étend du 7 juin 2014 au 30 juin 2014.
L’intersaison est marquée par l’arrêt de quelques joueurs. Sébastien Landrin et le gardien Olivier Gélébart de Quévert, prennent leur retraite sportive, mais ce dernier reste au sein du club pour assurer les fonctions d’entraineur comme Sergio Burgoa. Baptiste Lucas de la Vendéenne et Guirec Henry qui évolue lors de la saison précédente à Ploufragan, décident tous deux d’arrêter leur carrière.
Les transferts entre clubs français sont nombreux. Le club de Saint-Brieuc connaît un grand nombre de départs : Alberto Moralès quitte le club à destination de Coutras, Angel Puyané fait le choix de rejoindre le club de Quintin, Mathieu Le Roux vient grossir les rangs de Saint-Omer, David Abreu poursuit sa carrière à Ploufragan et Guillem Ribot est en partance pour Quévert,. Pour faire face à ces départs, le club parvient à recruter deux joueurs du nom d'Aurélien Balusson de Loudéac et Antoine Le Berre de Saint-Omer. Toni Sero Gine, actuel joueur de Quévert n'aura pas l'occasion de jouer à Saint-Omer avec Carles Cantarero et Omar Nedder. En effet ces derniers rejoignent respectivement les clubs de Quévert et de Lyon. Erwan Gallerne opte pour Ploufragan, quittant ainsi le club de Loudéac. Marc Armero après deux années à Cestas rejoint le club coutrillon tandis que son ancien coéquipier, Fabien Broustaut se dirige vers le club voisin à Mérignac. André Ramos laisse le maillot du club de Bouguenais qui vient d'être relégué pour prendre celui de l'équipe promu, Plonéour. En partance d'Ergué-Gabéric, Marcos Pinto décide lui aussi de rejoindre l'effectif de ce même promu. Noisy-le-Grand confie à Blaise Zervelis la mission de garder sa cage.
D’autres joueurs, évoluant en France lors de la saison précédente, décident de conquérir dans un championnat étranger. C'est notamment le cas de Lucas Chirino de Coutras, de Pablo Gonzalez de Ploufragan et de Javier Medina d’Ergué-Gabéric qui rejoignent, tous les trois, le championnat argentin. Tiago Barbosa évolue désormais dans la 1re divisão au Portugal. Marc Muntané rejoint le club catalan d'Igualada tandis que Javi Quintanal prend la décision de quitter Lyon pour le club de Mieres.
Certains clubs parviennent à recruter des joueurs à l’international. Pablo Nelson Saavedra jouant au Hockey Prato 1954 en Italie rejoint le club de Quévert, tandis que Coutras parvient à un accord avec Vilanova sur le transfert de Stephen Pujals, ainsi que sur le transfert de l'argentin Francisco Roca en provenance du Candelária SC. Noisy se rapproche de Reus Deportiu afin d'aligner durant la saison le jeune Sergi Barbe. De nombreux joueurs sont recrutés dans le championnat portugais. Tel est le cas, pour le club de Saint-Brieuc qui doit pallier un nombre important de départs, et qui recrute Mário Rodriguez, l'international mozambicain de Lisbonne. Plonéour réussit à recruter Daniel Félix, du club d'Alcobaça. Tandis que Joka Ferreira choisit de se rendre à Ergué-Gabéric et le jeune joueur d’Alenquer, Alexandre Silva, soutient le promu à Biarritz.
Le recrutement à l'étranger concerne également les gardiens. Adrian Matilla Fernández rejoint son frère arrivé l'année précédente à Noisy-le-Grand. Carlos Nuevo, qui gardait le but de l'Oviedo Roller HC, reçoit pour objectif de défendre la cage de Biarritz.
À l'intersaison, Rui Cova, le joueur portugais du club de Lyon quitte ce dernier pour rejoindre les adversaires de Ploufragan. Emiliano Chiconi, le joueur de San Juan, quitte l'Argentine pour le club d'Ergué-Gabéric.

### Préparations
La date de reprise de la préparation varie selon les clubs : Ploufragan choisit de repousser la reprise au 25 août, alors que Plonéour reprend les entrainements le 7 août.
La majorité des clubs prévoit, avant le reprise de la saison, de tester leur préparation et de vérifier l'intégration des nouveaux joueurs, en participant à des compétitions. Cela peut consister à l'inscription de l'équipe dans un tournoi d'un niveau régional à un niveau international, ou à une rencontre lors d'un match amical.
Saint-Omer participe, le 16 et 17 août, à la 18e édition du Tournoi Bergischer Löwe de Remscheid en Allemagne. Les Audomarois s'imposent lors de la première journée sur le RSC Uttigen (6 à 1) et sur les Allstars (9 à 4). Le lendemain, le club français accède à la finale de la compétition en se défaisant du club hôte, l'IGR Remscheid (12 à 4). La finale oppose les Français aux Suisses du RHC Bâle. Saint-Omer met en évidence l'efficacité de sa préparation en remportant la finale après le temps règlementaire (4 à 3 a.p.). 

Deux semaines plus tard, le 30 et 31 août, le RHC Bâle voulant poursuivre sa préparation invite notamment le club de Noisy-le-Grand à participer à la 1re édition de la coupe Ehrler. Lors de ce tournoi, disputé par cinq clubs, l'équipe de Noisy-le-Grand s'impose 10 à 0 face à l'équipe du RHC Uri, mais perd contre le local sur le score de 1 à 3. Les Noiséens sont victorieux du RSC Darmstadt (2 à 1) et ils le sont également du TuS Düsseldorf-Nord (4 à 1). 

Ce même week-end, Coutras se rend en Espagne à Lleida, pour participer à un tournoi où Vendrell est également convié. Bien que menant de quatre buts à la mi-temps, les Coutrillons s'inclinent face à Vendrell (7 à 9). Dans la seconde rencontre, Coutras connait une lourde défaite face aux locaux (11 à 2).
En France, le 23 et 24 août, le promu Plonéour-Lanvern organise un tournoi d'envergure nationale où se rencontre trois clubs de Nationale 1 et trois clubs de Nationale 2. En finale du tournoi, Noisy-le-Grand assiste à la victoire de Saint-Brieuc face à son hôte, l'équipe première de Plonéour-Lanvern. 

Le dernier week-end avant la reprise, le 6 et 7 septembre, c'est au tour d'Ergué-Gabéric d'organiser un tournoi. Outre, trois équipes évoluant dans un championnat d'un nouveau inférieur, trois clubs de Nationale 1 y participent. Ergué accueille Saint-Omer et Quévert. Les trois équipes de Nationale 1 se sont chacune rencontrées. En phase de poule, Saint-Omer s'impose facilement sur Ergué (9 à 1). Quévert remporte la demi-finale face à Ergué sur le score de 3 à 2, pour ensuite remporté le tournoi en prenant le dessus sur Saint-Omer sur le même score,. 

En parallèle, il se déroule une autre compétition en Bretagne : Ploufragan organise le Tournoi Monique Chanu qui regroupe équipes de Nationale 1 et de Nationale 2. En phase de poule, Noisy-le-Grand et Saint-Brieuc ne parviennent pas à se départager, tandis que Plonéour s'impose sur Ploufragan (5 à 2). Le lendemain, Saint-Brieuc se relance avec une victoire sur les locaux (6 à 4) puis contre Plonéour au but en or en finale. Noisy-le-Grand rate sa deuxième journée en étant défait par Plonéour au but en or en demi-finale, puis contre Ploufragan (2 à 4),. 

En Aquitaine, ce sont les équipes de Nationale 1 de Coutras et de Mérignac qui s'opposent dans un tournoi auquel participe également Cestas ainsi que l'équipe féminine de Coutras. L'équipe première de Coutras remporte le tournoi en s'imposant sur l'ensemble de ses rencontres, tandis que Mérignac termine à la seconde place.
Le 30 août, le champion de France en titre Quévert rencontre en match amical le quatrième de la saison précédente, Saint-Brieuc. De par sa domination en première période, Saint-Brieuc s'impose sur le score de 5 à 4. Sergio Burgoa de Quévert confirme que « les recrues s'intègrent bien ». 

La Roche-sur-Yon, pour sa préparation, ne participe qu'à deux rencontres face à Nantes ARH. Afin de se concentrer sur sa préparation, le club refuse de s'inscrire à des tournois amicaux. La première rencontre se déroule sur le terrain de l'équipe de Nationale 2 le 3 septembre, la seconde dans sa propre salle cinq jours plus tard. Le club de Nationale 2 ne résiste pas aux assauts des Vendéens, en s'inclinant sur le score de 12 à 2 puis 13 à 1 lors du match retour.

### Objectifs
En fonction des transferts et de leur préparation, les clubs fixent des objectifs pour la saison, qui pour certains tranchent avec les résultats de la saison précédente.
Parmi les favoris, le SCRA Saint-Omer ambitionne de récupérer le titre de champion de France perdu la saison dernière et même de faire le doublé en remportant la Coupe de France, mais le club se méfie de trois autres prétendants : Quévert, La Roche-sur-Yon et Coutras. Sergio Burgoa, l'entraineur du club de Quévert et champion de France en titre, fixe un objectif plus modéré en raison du renouvellement important que l'effectif a connu lors de la période des transferts, en visant seulement une place dans les cinq premiers qui serait qualificative en Coupe CERS.
En retrait par rapport à ces clubs, Mérignac est tout de même prétendant au top 5 du championnat. Le club Girondin vise en effet une place qualificative pour la coupe CERS.
Saint-Brieuc, tout comme Lyon, ambitionnent tous les deux de figurer dans la première partie du tableau à la fin de la saison.
Ergué-Gabéric qui termine la saison précédente à la 9e place, a « un objectif de maintien, en grappillant point par point, et en visant les matchs contre les concurrents directs », selon la présidente du club, Marie-Françoise Cotten. L'entraineur de Plonéour, Duarte Delgado, se fixe également des objectifs à court terme : « à chaque journée, l'objectif sera de gagner ». Ce dernier considère que l'autre promu, Biarritz, est également un candidat au maintien. Ploufragan qui a réussi son objectif de la saison précédente, le maintien en Élite, veut désormais quitter le bas de tableau.

## Saison régulière
Le début de la saison est avancé par rapport aux années précédentes, en raison du championnat du monde qui se déroule en France en juin 2015. Cela permet à l'équipe de France de se dégager du temps dans un calendrier chargé afin de préparer la compétition. Une modification du règlement pour la saison 2014-2015 ne permet le report d'un match que pour les équipes qui ont un ou plusieurs joueurs en équipe de France séniore contrairement aux saisons précédentes qui permettaient le report d'un match dans le cas de la présence d'un ou plusieurs joueurs en équipe de France jeune ou séniore.

### Résumés des rencontres par journée

#### 1rejournée
Le groupe yonnais, qui a des ambitions plus élevés que ceux de son homologue lyonnais parvient à inscrire trois buts dès la première période de jeu. Mais les Lyonnais réussissent à revenir au score avec un but de Youcef Bouhafs à une minute de la fin de la rencontre. Les deux équipes repartent avec le point de l'égalité.
Pour son premier match en Nationale 1, Biarritz, vice-champion de Nationale 2 a l'occasion de jouer face à Saint-Brieuc qui s'est positionné à la quatrième place de l'Élite l'année précédente. Les Aquitains, dont quelques jeunes ont intégré l'effectif, misent sur leur préparation physique afin de surprendre leur adversaire. Cela paye puisque l'équipe s'impose sur le minimum des écarts.
À l'issue de la première journée du championnat de France, Noisy-le-Grand et deux Coutras ne sont pas parvenues à se départager malgré un festival de buts. Les Noiséens qui recevaient les Coutrillons ont marqué six buts tout comme leurs homologues. Les deux équipes récoltent chacune un point au classement.
Ploufragan accueille le club de Mérignac. Les Bretons, à domicile, sont réalistes dès les premières minutes : ils mènent de deux buts au bout de cinq minutes de jeu. Mais Ploufragan se fait remonter d'un but dans les minutes suivantes. Le triplé mérignacais en seconde période permet aux Girondins de s'emparer de la victoire, malgré avoir encaissé un but en seconde période.
Alors qu'elle est considérée comme l'une des meilleures formations de France, ce n'est pas avec une grande confiance en elle que Saint-Omer se déplace à Ergué-Gabéric. En effet, les Nordistes ont eu des difficultés lors des rencontres à l'extérieur la saison passée. Mais l'attaquant Gerard Teixido rassure ses coéquipiers en inscrivant un quadruplé pour Saint-Omer qui permet de remporter ce premier match.
La quatrième rencontre de cette première journée est celle qui paraît sur le papier comme la plus déséquilibrée. Elle oppose, au sein de son propre antre, le champion de France en titre Quévert, au juste promu Plonéour. Même si ces derniers ne créent pas l'exploit, ils parviennent à faire douter Quévert. Ceci est positif pour la suite de la saison pour Plonéour et son entraineur-joueur Duarte Delgado.

#### 2ejournée
Le premier match de la seconde journée voit se rencontrer l'équipe d'Ergué-Gabéric sur le terrain de Mérignac. Bien que les Girondins développent un jeu offensif, les Bretons opposent une belle résistance, en première mi-temps.
Profitant de la fatigue physique des Gabéricois et de leur incapacité à saisir les opportunités se présentant à eux, les Mérignacais parviennent à remporter le match.
Ce n'est pas en tant que favori que Poufragan se déplace face à l'ambitieux club de Coutras, surtout que le club est privé de Mathieu Ruckebusch qui a été suspendu. Mais le club breton saisit l'occasion en fin de match de rapporter le point de l'égalité, en inscrivant un but sur pénalty par l'intermédiaire de David Abreu.
Le club de Lyon, bien lancé dans le championnat après être revenu de Vendée avec le point du match nul, accueille le promu de Biarritz. Le match ne met pas longtemps à désigner le vainqueur. Lyon marque à deux reprises à l'entame de match, tandis que les attaquants de Biarritz butent sur Lilian Debrouver, le gardien lyonnais.
Après leur défaite à Biarritz lors de la journée précédente, Saint-Brieuc reçoit sur son terrain La Roche-sur-Yon, vainqueur de la coupe de France la saison dernière. Les Bretons, par l'intermédiaire d'Anthony Le Roux sont assez optimistes quant à l'issue de la rencontre. Les joueurs vendéens acculés par les pénalités et la blessure de Carlo Di Benedetto, ne réussissent pas à prendre le moindre point.
Les Franciliens de Noisy se déplacent à Ploufragan où les deux clubs veulent obtenir leur première victoire. L'équipe de Ploufragan, sanctionnée pour l'entrée irrégulière sur le terrain de Duarte Manuel Neto Delgado, laisse Noisy creuser un écart de trois buts en première mi-temps. Les Noiséens, moins entreprenant après la pause, se font rattraper au score à quelques minutes du terme du match.
Le dernier match de la journée, entre Saint-Omer et Quévert, est le plus attendu. Le match débute sans la moindre période d'observation, par un rythme très soutenu notamment avec une circulation de balle importante. L'unique but du match marqué par Sébastien Furstenberger, l'attaquant de Quévert, permet à son club de remporter le match malgré la multiplication des assauts de Saint-Omer en fin de match.

#### 3ejournée
Les Vendéens qui restent sur une défaite et une égalité veulent se reprendre en main chez eux face au club de Mérignac. Ces derniers en forme, ont gagné leurs deux matchs. Les Yonnais, aidés par de bonnes individualités au sein de son effectif, réussissent à dominer le match. Bien que les Aquitains ne lâchent rien, ces derniers devront repartir sans aucun point et en ayant concédé neuf buts.
Biarritz accueille durant leurs journées portes ouvertes leurs homologues de Coutras. Ces derniers restent sur deux partages des points. Cela ne les empêchent pas de prendre en main le début de la partie et de prendre l'avantage à la fin du premier quart-d'heure. Les Biarrots ne parviennent pas à rattraper leur retard et doivent s'incliner en ayant encaissé trois buts dans les ultimes instants de la rencontre.
En se rendant à Lyon, les Audomarois veulent faire oublier leur défaite de la semaine passée. L'égalité obtenue à Lyon la saison précédente et les bonnes prestations des locaux dans ce début de saison, fait craindre des difficultés à l'entraineur de Saint-Omer. Malgré cinq expulsions, la domination des Nordistes prend le dessus, et leur permet de se reclasser dans le groupe de tête du championnat.
C'est avec bon espoir après avoir obtenu une égalité en Aquitaine et un groupe complet, que les joueurs de Ploufragan accueillent leurs adversaires noiséens.
Noisy, qui pourtant mène d'un but à deux minutes du terme de la rencontre, ne parvient pas à concrétiser un coup franc direct et encaisse dans la dernière minute un but. Celui-ci permet aux Bretons de décrocher leur troisième égalité de la saison.
En Bretagne, les Gabéricois qui jouent à domicile, ont l'occasion de rencontrer les Plonéouristes. Ces derniers privés de Delgado se déplacent face à Ergué dont de nombreuses blessures émaillent l'effectif. Les joueurs portugais de Ploénour, très réalistes devant les cages adverses, permettent à leur équipe de maitriser aisément les locaux, sur un score fleuve de huit buts contre deux.
La journée connaît un autre derby breton à Quévert. Bien conscient de la difficulté que Saint-Brieuc aura à faire face vis-à-vis des champions de France en titre, l'équipe vise la victoire sur les terrains adverses. Durant la partie, un manque de réussite offensive se fait sentir avec de nombreux cafouillages. Mais la défense quévertoise reste solide ce qui permet aux locaux de remporter la rencontre.

#### 4ejournée
Pour le compte de la quatrième journée, les Lyonnais se déplacent sur les terres finistériennes de Saint-Brieuc. Ils sont accueillis par Alexandre Vankammelbecke et Pablo Gonzales de retour de blessure. Déterminant lors de la rencontre, ils trouvent chacun le chemin du but rhodanien et permettent à Saint-Brieuc de s'imposer malgré la menace permanente de Lyon de les rattraper au score.
Mérignac reçoit Quévert le leader du classement pour un match important pour la tête du classement. L'entraineur quévertois annonçait avant la rencontre que « le match s'annonce forcément compliqué ». Sylvain Lesca en marquant à cinq reprises pour Mérignac confirme la crainte de Quévert et permet à Mérignac de se repositionner dans la course au titre en l'emportant sur le plus petit des écarts.
Pour ce second match décisif pour le haut du classement, les Girondins de Coutras reçoivent quant à eux La Roche-sur-Yon. Les Vendéens déstabilisés par une piste qu'ils jugent trop humide, ne parviennent pas à contrecarrer les locaux. Ces dernières réussissent à égaliser puis à prendre l'avantage dans les dernières minutes du match.
Noisy est en quête de sa première victoire tandis qu'Ergué souhaite marquer ses premiers points de la saison. Le match débute d'emblée par le but de Lucien Le Berre dès la première minute de jeu. Mais, le match entre les Franciliens et les Finistériens s'équilibrent par la suite. Pour la quatrième fois, les Noiséens concluent par un partage des points : permettant aux Bretons de repartir avec leur premier point.
Le match entre les promus de Plonéour et de Biarritz, rappelle la finale de Nationale 2 de la saison précédente. L'entraineur biarrot annonce que « la partie risque d'être difficile pour nous ». Il ne se trompe pas car l'entraineur-joueur adverse parvient à tromper à quatre reprises le portier de Biarritz. Cela permet au club breton de se positionner à une cinquième place synonyme de maintien pour le club en fin de la saison.
Toujours privé de Joao Patricio, Ploufragan n'entame pas dans les meilleures conditions son déplacement à Saint-Omer bien que mené par Romain Planque qui retrouve son club formateur. Bien que le match soit difficile pour Saint-Omer, le club audomarois parvient à remporter la victoire grâce au doublé de Toni Sero Gine et de Gerard Teixido. Malgré la défaite, l'entraineur de Ploufragan est « rassuré sur les qualités de [son] groupe ».

#### 5ejournée
Cette journée est marquée par l'absence des joueurs sélectionnés en équipe de France U20 pour participer au championnat d'Europe à Valongo.
C'est pour cette raison que La Roche-sur-Yon est privé de la fratrie Di Benedetto et que Noisy-le-Grand joue sans Keven Coreia, ni Anthony Da Costa. Habitué au partage des points depuis le début de la saison, Noisy-le-Grand repart de Vendée cette fois, sans le moindre point. Édu Fernandez marquant un triplé, il donne un avantage au club vendéen que les Franciliens ne parviennent pas à rattraper.
Mérignac en déplacement dans le sud de l'Aquitaine, est reçu par l'équipe de Biarritz. Les Mérignacais, bien que handicapés par l'absence de Rémi Herman et de l'entraineur, Stéphane Hérin, tous les deux retenus par le championnat d'Europe, réussissent à faire la différence en première période où les trois Lesca évoluant à Mérignac, marquent. Cette victoire leur permet de rester en tête du classement avec Quévert.
Après avoir bien entamé la saison, les joueurs de Plonéour se rendent à Lyon dans l'espoir de battre une équipe, supérieur à elle, mais en difficulté actuellement. Les Lyonnais privés de leur gardien international, Lilian Debrouver, encaisse pas moins de sept buts. Cela ne les empêche pas de s'emparer de la victoire en marquant quant à eux, à dix reprises par l'intermédiaire de six joueurs différents.
En se déplaçant à Saint-Brieuc, Saint-Omer s'attend à un match difficile face à un prétendant au podium qui, selon Fabien Savreux, « a montré de belles dispositions avec ses deux victoires face à La Roche-sur-Yon et Lyon ». Bien que dominant en première mi-temps, l'équipe de Saint-Omer s'incline face à Saint-Brieuc qui en profite pour revenir à égalité au classement avec leur adversaire du jour.
Pour Ergué-Gabéric et Ploufragan, en position de relégable, il est essentiel de saisir l'occasion de remporter le match face à un concurrent direct pour le maintien. Au terme d'un match dont aucune équipe n'est parvenu à dominer, ce sont les locaux qui mènent au score. Ergué-Gabéric sort de la zone de relégation tandis que Ploufragan est désormais à la dernière place dans le championnat.
Lors de la dernière rencontre de la journée, Quévert en tête du classement reçoit l'équipe coutrillonne, « une équipe de très haut-niveau ». Après la défaite du club local lors de la journée précédente, l'entraineur quévertois a travaillé la défense notamment avec son gardien. Ce travail défensif paye puisque Quévert n'encaisse qu'un seul but au détriment de Coutras qui en concède deux de plus, dans un match durant lequel les deux équipes ne se sont jamais observées.

#### 6ejournée
L'équipe lyonnaise, bien que dans le haut du classement, a fort à faire lors de son déplacement à Mérignac qui partage la tête du championnat avec Quévert. L'entame de jeu est soutenue entre ses deux équipes habituées aux compétitions européennes. Lors de moments décisifs, Lyon ne parvient pas à concrétiser. Ceci profite à Mérignac qui finit par remporter le match et à garder sa place au sommet du championnat.
Ergué-Gabéric qui a réussi à quitter la dernière place du classement en s'imposant la journée précédente, souhaite concrétiser de nouveau en recevant l'équipe aquitaine de Coutras. Les Bretons après avoir encaissé le premier but, remonte en prenant même deux longueurs d'avance. Mais Coutras vigilant rattrape son retard. Aucune des équipes ne voulant perdre, le match se conclut sur un partage des points.
Devant un public venu un nombre, Noisy-le-Grand affronte la redoutable équipe bretonne du HC Quévert. Les Franciliens produisent un jeu de qualité, qui leur permet de surpasser leurs adversaires en première mi-temps. À la sortie des vestiaires, la donne change. Alors que Quévert a été mené de trois buts, l'équipe parvient à revenir au score et prendre un ascendant que les Noiséens ne peuvent pas rattraper.
La rencontre face aux Vendéens, revêt un double enjeu pour Ploufragan : non seulement, l'équipe souhaite obtenir sa première victoire, mais l'assemblé du club venant de se dérouler de nombreux partenaires sont présents pour assister à la rencontre. Les Yonnais mené de deux longueurs, parviennent à égaliser à deux minutes, ce qui ajoute un troisième score de parité pour les Bretons depuis le début de saison.
Déçu de leur victoire à Lyon, Plonéour espère présenter une meilleure défense face aux Costarmoricains. Saint-Brieuc qui réalise pourtant un parcours d'une qualité supérieure, se fait surprendre en étant mené de deux buts à la pause. Ils parviennent en toute fin de rencontre à obtenir le point de l'égalité, alors qu'ils ont été menés de trois buts. Plonéour conserve tout de même sa 6e place au championnat.
Les Audomarois, qui viennent de remporter leur match de coupe d'Europe contre Saranza en Italie, traverse la France pour se rendre à Biarritz. Saint-Omer ne veut pas se faire surprendre par le promu biarrot qui ne compte pour seule victoire, celle obtenue face à l'actuelle troisième. Les six buts des locaux, dont le gardien est expulsé temporairement, ne peuvent rien contre les Nordistes qui en mettent le double.

#### 7ejournée
Ce n'est pas en toute confiance qu'Ergué-Gabéric, éliminé en coupe de France par un club de Nationale 3, se rend sur le terrain de l'équipe phare de Vendée. Même si la Roche-sur-Yon vient de faire jeu égale avec Porto, le sort de la rencontre entre les deux clubs en manque de points, paraît indécise. Cela n'est pas confirmé lors du match que les Yonnais survolent, avant un déplacement à Biarritz.
Les promus biarrots qui, malgré un succès lors de la première journée, enchainent depuis les défaites. Face à eux, ils reçoivent les Noiséens qui n'ont pas encore gouté à la victoire. Fonseca, en verve et bien que visiteur, se sent à l'aise sur le terrain et marque à trois reprises dès la première mi-temps. L'équipe d'Île-de-France profite des 3 points de la victoire pour revenir à hauteur de Plonéour.
Les Coutrillons qui reviennent de leurs deux derniers déplacements en terre bretonne avec seulement un point, ont l'avantage de recevoir les Lyonnais. Ces derniers sont amputés de deux de leurs joueurs phares. Il ne faut attendre que trois minutes avant le premier but local. Les visiteurs submergés par neuf autres buts, ne pourront que sauver leur honneur sur pénalty par l'intermédiaire d'Omar Nedder.
Mérignac, meneur du championnat, se déplace en Bretagne à Saint-Brieuc. Même si les Mérignacais prennent l'avantage rapidement, ils ne parviennent pas à se mettre à l'abri du score. Si bien, que lors des deux expulsions de Sylvain Lesca à quelques minutes du terme de la rencontre, les Briochins parviennent à égaliser puis à remporter la rencontre avec trois buts d'avance.
L'armada offensive de Saint-Omer, bien placé pour la course au titre, va s'attaquer à Plonéour qui évolue à domicile. Prenant la tête du match à la mi-temps, les visiteurs se font rattraper puis mener au score par les Bretons. Néanmoins, Toni Sero fait respecter la hiérarchie, avec un doublé permettant à Saint-Omer de s'imposer difficilement et de renforcer sa place sur le podium en raison de la défaite de Mérignac.
La dernière rencontre de la journée voit s'opposer sur le terrain de Quévert un derby breton. Bien que moins bien classé, Ploufragan tente sa chance. Les visiteurs parviennent à tenir tête durant 20 minutes avant que Ronan Ricaille trouve le chemin des filets. Même si Quévert prendre un large avantage, Ploufragan réduit le score. Malheureusement pour cette équipe, elle reste à la onzième place du championnat.

#### 8ejournée
Pour ce premier rendez-vous de la 8e journée, les joueurs de Plonéour se rendent en terre aquitaine. Leur entraineur estime que « ce ne sera pas un match facile, mais nous y allons pour les accrocher et ramener quelque chose ». Cet objectif n'est pas de l'avis d'Olivier Lesca qui marque dès le début de la rencontre. Même si les Bretons ne sont jamais en perdition, cela ne leur permet pas d'obtenir le moindre point.
La rencontre du haut de classement entre Coutras et Saint-Brieuc s'annonce indécise : les deux équipes se tiennent à deux points d'écart avec un avantage pour l'équipe locale aquitaine. Les Bretons qui ne veulent pas endosser le rôle de favoris, prennent l'ascendant quelque minute après l'engagement. L'accélération du jeu des Coutrillons va leur permettre de revenir à la marque puis de remporter le match.
Ce sont les lyonnais qui se déplacent à Noisy-le-Grand. Lyon marque d'entrée de jeu, mais se fait rattraper avant la pause. Alors qu'à huit minutes du terme que les locaux prennent pour la première fois l'avantage, Rui Cova marque un doublé permettant à son équipe de reprendre la tête. Anthony Weber rate un coup franc direct à 18 secondes de la fin du match qui lui aurait permis de décrocher le point de l'égalité.
La visite des Biarrots à Ploufragan est cruciale pour les deux équipes. Ces dernières occupent les deux places de relégable. Notamment grâce à un triplé de son attaquant, Mathieu Ruckebusch, et autant de buts venant de sa paire étrangère, Ploufragan obtient sa première victoire de la saison. Biarritz perdant du match se voit attribuer la position peu envieuse de dernier du championnat.
Ergué qui ne compte qu'une unique victoire, n'est pas confiant avant de rencontrer Quévert, meneur du championnat. Néanmoins, les Gabéricois espèrent profiter de la fatigue des Quévertois qui ont joué en semaine face à Lyon et joue la semaine suivante contre le Benfica. Cela profite effectivement aux locaux qui parviennent à tenir tête en première mi-temps et de s'incliner finalement de seulement trois buts.
C'est avec une série de quatre victoires que Saint-Omer accueille l'équipe vendéenne. Cette dernière, qui l'a mis en déroute à trois reprises la saison passée, souhaite l'empêcher de conforter la seconde place. La première mi-temps voit les équipes se rendre coup pour coup avec une égalité à la pause. Mais les Audomarois qui « [ratent] trop devant le but » finissent par s'incliner de quatre buts.

#### 9ejournée
En ce début de saison, les Yonnais sont habitués à être dominés et à perdre de justesse. C'est à domicile qu'ils veulent faire arrêter cette tendance face à Quévert. Les Ligériens qui ont pu compter sur un doublé de Carlo Di Benedetto, ne parviennent pas à résister à l'offensive quévertoise qui s'impose d'un but. Ce dernier creuse l'écart en tête du championnat, seul avec six points d'avance sur leurs concurrents.
Les Finistériens d'Ergué-Gabéric se rendent dans le sud afin d'affronter le promu et mal classé, Biarritz. Mené tout au long de la rencontre, mais jamais par plus de deux buts, les Bretons parviennent à égaliser dans la dernière minute. Ce résultat nul satisfait la présidente d'Ergué-Gabéric qui le considère comme un « soulagement ».
Méfiant du collectif lyonnais évoluant à domicile, l'équipe ploufraganaise espère un résultat chez les Rhodaniens qui n'ont que quatre points d'avance sur eux. Bien qu'ils ouvrent la marque, les ambitions des Bretons retombent rapidement. Ces derniers, victime d'une mauvaise préparation d'avant-match, ne peuvent que laisser la victoire aux Lyonnais. Les visiteurs sont désormais relégables.
Les joueurs de Noisy-le-Grand ont fort à faire face à l'équipe de Saint-Brieuc, en effet, ces derniers sont invaincus à domicile. Mais c'est à juste titre qu'Anthony Le Roux se méfie de ses adversaires qui « valent mieux que leur classement actuel » : les Noiséens ne le feront pas mentir. Bien que dominés de trois buts, les Parisiens réussissent presque à remonter au score en restant à une seule longueur de l'égalisation.
Pour son dernier match en France avant de rejoindre le championnat portugais, André Ramon a l'occasion de recevoir avec ses partenaires à Saint-Brieuc, les joueurs coutrillons. Malmené de trois buts dès l'entame de jeu, les locaux parviennent à prendre les rênes de la rencontre à la pause. Le dernier quart-d'heure est profitable aux Aquitains, qui finissent par s'imposer par huit buts contre six.
Saint-Omer qui joue à domicile veut en profiter pour se repositionner dans la course au titre. Mais Mérignac, le dauphin du championnat, entend rester aux talons de Quévert. Il ne faut que trente secondes pour les Nordistes pour ouvrir le score, le quadruplé de Gerard Teixido n'arrange pas la situation des Mérignacais. Ces derniers s'inclinent dans un match se terminant à trois joueurs sur le terrain pour chaque équipe.

#### 10ejournée
L'équipe de Plonéour-Lanvern poursuit sa série de rencontres face à des équipes mieux classées qu'elle. Cette fois, les joueurs se préparent pour leur déplacement en Vendée face à un club de niveau européen. Le match qui s'annonce difficile pour les Bretons, tourne à l'avantage de La Roche-sur-Yon dès le début de jeu. Même si les visiteurs réussissent à ne pas sombrer, ils repartent sans le moindre point.
Une semaine avant son déplacement à Saint-Omer, Coutras reçoit cette journée l'équipe bordelaise de Mérignac. Dominateurs en première période, les locaux ne parviennent qu'à prendre le minimum des ascendants. Rémi Herman profite des fautes des locaux pour inscrire un triplé. Cela permet aux visiteurs de prendre la tête à deux minutes du terme, face à une équipe qui n'avait jamais perdu de la saison.
Avec sa victoire la journée précédente, Saint-Omer espère poursuivre sur sa lancée lors de son déplacement à Noisy-le-Grand. L'équipe nordiste qui tient dans ses rangs Toni Sero Gine, l'actuel meilleur buteur du championnat, ne prend que le plus faible des avantages en première période. Mais les triplés de son attaquant et de celui du capitaine, Cirilo Garcia, privent les Franciliens d'une victoire à domicile.
Le derby entre les Briochins de Ploufragan et de Saint-Brieuc est un évènement très attendu de leurs protagonistes : tous les joueurs se connaissent, même les Portugais qui jouaient ensemble à Lisbonne. « Saint-Brieuc [qui] est clairement favori » selon Stéphane Liscoët, parvient à remporter sa première victoire à l'extérieur. Bien que le début de rencontre soit équilibré, le triplé d'Anthony Le Roux est décisif.
Ergué qui tout comme Lyon, est dans le bas du classement, a la chance de recevoir son adversaire. Ce n'est pas un luxe pour les Bretons qui ont la défense la plus perméable et la seconde attaque la moins réaliste du championnat. Dominant, les Lyonnais prennent une avance de deux buts. Mais le Gabéricois Miguel Sanchez égalise à deux minutes de la fin du match pour donner un précieux point à son équipe.
La dernière rencontre parait sur le papier être la plus déséquilibrée : Quévert, meneur du championnat, joue à domicile contre Biarritz qui est l'actuelle lanterne rouge de la compétition. Biarritz a bien failli créer l'exploit en menant au score et en ne se faisant rattraper quand fin de partie. Alors que les équipes prennent à tour de rôle l'avantage, c'est finalement Quévert qui s'impose dans les dernières minutes.

#### 11ejournée
Mérignac qui n'a depuis le début du championnat perdu aucun match à domicile reçoit la visite de Franciliens. Meneur Mérignac ne parvient pas à distancer Noisy-le-Grand, ce dernier tire avantage d'erreurs pour obtenir la parité à la pause. Cependant, les Noiséens craquent en seconde. Même s'il y a eu une légère remontée au score en fin de partie, ils laissent filer la victoire aux Aquitains.
Les Yonnais descendent dans le sud de la France pour visiter le stade aquitain de Biarritz. Les Vendéens vont dominer et déstabiliser les locaux au point que l'un d'entre-eux finit par se tromper de but en marquant contre son camp. La Roche-sur-Yon alourdit le score en marquant dix autres buts. Ceci n'arrange pas les Biarrots toujours figés à la dernière place du championnat.
Quévert, une équipe d'expérience, se déplace chez l'équipe lyonnaise. Cette dernière, profitant de l'avantage de recevoir les Bretons, ne tarde pas à prendre l'avantage. Omar Nedder ouvre le score dès la 3e minute. Les locaux maintiennent leur position jusqu'à la pause, mais se relâchent au retour des vestiaires. De nombreux contretemps permettent à Quévert de s'emparer de la victoire sur un score de 4 à 1.
Saint-Brieuc, jouant à domicile, prend garde à son hôte, Ergué-Gabéric, parmi lequel se trouve un élément dont il se méfie. Les hôtes qui enchainent les partages de points depuis quelques journées, parviennent à marquer les premiers. Saint-Brieuc, parvient à rattraper son retard en accélérant le jeu en seconde période et remporte la rencontre après en avoir pris la tête à seulement trois minutes du terme.
Plonéour, qui après un bon début de saison stagne depuis quelques journées, a l'avantage de recevoir la plus mauvaise attaque du championnat, Ploufragan. L'enjeu est très important pour les deux équipes dont les points obtenus et enlevés à l'adversaire peuvent être décisifs en fin de saison. En fin de rencontre, c'est le visiteur Ploufragan qui crée la sensation en remportant ce match entre Bretons.
Le match entre Saint-Omer et Coutras oppose des équipes du haut du classement. Elle sert aussi de prélude à la revanche qui se déroule la semaine suivante en Coupe de France. Alors que la partie est équilibrée en début de rencontre, le match tourne à l'avantage des Nordistes dont les attaquants sont très réalistes. La victoire de Saint-Omer sur un score fleuve de 9 à 1 est très sévère pour les Aquitains.

#### 12ejournée
Pour cette première journée des matchs retours, Lyon affronte La Roche-sur-Yon. Il s'agit pour les Yonnais de se mettre dans de bonnes conditions avant leur match européen. Lyon profitent de ce que les joueurs mettent du temps à rentrer dans le jeu pour ouvrir la marque, mais le duo offensif catalan et les frères Di Benedetto finissent par mettre un terme aux espoirs des locaux, en s'imposant sur le score de deux buts à cinq.
Bon dernier du classement, les Biarrots se rendent à Saint-Brieuc, club qu'ils avaient réussi à vaincre chez eux au début de la saison. Cette fois, les Briochins ne se font pas surprendre et inscrivent trois buts en cours de la quatrième minute. Le changement défensif opéré par les visiteurs en seconde période ne change rien au réalisme des Bretons qui inscrivent onze buts supplémentaires, dont cinq par Mário Rodriguez.
Les Noiséens, premier non-relégable, rencontrent en Aquitaine les Coutrillons, sixième. La bonne entame des locaux, tant défensivement qu'offensivement, leur permet de prendre la tête et de creuser un écart important dès le premier quart d'heure de jeu. Même si les Parisiens reviennent dans le match, cela n'est pas suffisant pour leur permettre de rattraper le retard accumulé, ils doivent s'incliner.
Défait sur le plus faibles des écarts lors du match aller, les Ploufraganais se rendent en Aquitaine. Fort de leur bonne fin d'année 2014, ils comptent rivaliser avec Mérignac qui pourtant est dans le groupe de tête du championnat et vient de recruter Rui Cova. Une décision arbitrale prise en fin de première mi-temps déstabilise Ploufragan qui finit par s'incliner, en encaissant quatre de ces cinq buts sur penalty.
Les Audomarois, toujours en lice pour le championnat, la coupe de France et d'Europe, accueillent après quelques jours de repos l'équipe d'Ergué dont ils se méfient, mais qui est pourtant relégable. Cette dernière vient de réaliser de bonne prestation et de recruter Emiliano Chiconi de San Juan. Au grand dam des visiteurs qui ont su faire jeu égal, ils concèdent un but en fin de partie leur faisant perdre la rencontre.
Plonéour rêve de surprendre le leader Quévert au retour de la trêve hivernale, en comptant sur une attaque performante face à la meilleure défense du championnat. Malgré une deuxième période de meilleure qualité durant laquelle ils réduisent le score, les Diables Rouges ne parviennent pas à l'emporter. Ils enchainent leur sixième défaite de rang en perdant sur le même score qu'au match aller.

#### 13ejournée
Ergué-Gabéric, une équipe du bas de tableau, accueille son rival mérignacais qui est alors sur le podium. Mérignac prend rapidement l'avantage, en creusant même un écart avant la pause. Au retour des vestiaires, les locaux profitent d'une baisse dans le rythme du jeu pour donner des frayeurs aux Aquitains. Mais ses derniers finissent logiquement par remporter le match.
C'est lors d'une nouvelle opposition entre la Bretagne et l'Aquitaine, que Ploufragan reçoit Coutras devant une salle comble. La partie s'annonce âpre pour Coutras, qui avait concédé une égalité à domicile au match aller, face à une équipe qui perd rarement par plus d'un but d'écart. Mais dans la continuité de décembre de Ploufragan, ces derniers s'inclinent lourdement malgré la prestation de la nouvelle recrue.
Les Lyonnais se déplacent sans Loïc Le Menn sur le terrain basque de Biarritz. Le match équilibré s'affole dans les ultimes minutes. Lyon prend l'avantage à deux minutes de la fin et pense l'emporter. Mais l'attaque biarrote parvient à inverser la tendance en marquant à deux reprises. La victoire de Biarritz permet à la lanterne rouge de revenir à égalité au classement avec Ergué-Gabéric.
Porté par Mário Rodriguez, deuxième meilleur réalisateur du championnat, Saint-Brieuc se rend sur les terres vendéennes de la deuxième meilleure défense du championnat. Les performances des Yonnais en Ligue des champions, ainsi que les manquements défensifs de Saint-Brieuc permettent aux Vendéens de prendre l'avantage à la pause. Malgré un retour briochin, ils remportent la rencontre.
C'est la première fois que les Noiséens ont l'occasion de recevoir leurs homologues de Plonéour-Lanvern lors d'un rencontre de Nationale 1. Comme attendu, le match est serré entre les deux premières équipes non-relégables. La différence se fait lors du dernier quart-d'heure, durant lequel les protagonistes prennent successivement l'avantage. Au coup de sifflet, la victoire noiséenne leur fait remonter au classement.
C'est avec un retard de six points, que Saint-Omer se rend en Bretagne pour affronter le meneur du championnat, Quévert. Devant un public venu en nombre, les équipes sont sur le qui-vive et s'observent en début de partie. À la grande joie de Saint-Omer, la performance du gardien quévertois ne suffit pas pour permettre à son équipe de s'imposer. Les Audomarois reviennent dans la course au titre.

#### 14ejournée
Les Vendéens qui se déplacent sur les terres mérignacaises, pour ce qui est considéré comme l'affiche de la journée, sont tous deux en course pour le titre. L'avance donnée par Roberto Di Benedetto, passé par Mérignac, ne dure que quelques secondes avant de se faire reprendre au score. Faisant jeu égal, La Vendéenne finit par s'incliner face au triplé d'Alexandre Silva, marquant ses premiers buts dans sa salle.
Biarritz, dernier du championnat, se déplace à Coutras qui figure dans la première moitié du tableau. Il ne faut que trente-et-une secondes à Coutras pour prendre les rênes de la rencontre, durant laquelle le club bordelais démontre sa forme du moment. Les joueurs coutrillons parviennent à infliger dix buts à Biarritz, tout comme il l'avait fait la journée précédente contre Ploufragan et remonte à la quatrième place.
Pour le deuxième des trois face-à-face prévus en l'espace d'un mois entre Saint-Omer et Lyon, ce sont les Lyonnais qui ont le privilège de recevoir. Le manque de vitesse des Audomarois en début de partie les prive d'une domination immédiate sur les Lyonnais, mais ces derniers se font dompter en seconde période. Saint-Omer profite de l'égalité entre Quévert et Saint-Brieuc, pour revenir à un point de Quévert.
Après sa lourde défaite lors de la journée précédente, Ploufragan a à cœur de concrétiser face à Noisy. Jusqu'à présent, les capacités offensives des Bretons ne sont pas mise en valeur à cause des leurs lacunes défensives. Ouvrant le score en début de seconde mi-temps, les Bretons réussissent à se ressaisir en marquant un deuxième but, deux minutes après l'égalisation des Parisiens.
Quelques jours avant d'accueillir l'équipe de France, le Sud-Finistère propose un derby entre Plonéour et Ergué-Gabéric. L'équipe de Plonéour, qui n'est pas en confiance après avoir enchainé une série de défaites, évolue sur son propre terrain. Au terme d'un match tendu, Ergué-Gabéric s'incline et reste relégable, alors que Plonéour en engrangeant trois points parvient à creuser un écart au classement.
La rencontre entre les Bretons de Saint-Brieuc et de ceux de Quévert est très attendu. Elle oppose les Briochins développant de la vitesse dans le jeu, face à une équipe très solide défensivement et qui vise le titre. L'égalisation d'Anthony Le Roux a deux minutes de la coup de sifflet final permet à Saint-Brieuc d'obtenir un point, mais n'empêche par Quévert de mettre un terme à l'invincibilité briochine à domicile.

#### 15ejournée
Le rencontre de la journée se déroule en Bretagne. Elle oppose le premier, Quévert, au troisième Mérignac. Les Mérignacais profitent d'un passage à vide des locaux, qui pourtant viennent de reprendre la tête, pour creuser un écart de deux buts. Mais le quadruplé du dinanais Pablo Nelson Saavedra permet à Quévert de conforter son avance au classement. Mais les Mérignacais restent tout de même sur le podium.
Affaibli par les blessures de Carlo Di Benedetto et de Matthieu Nicolezeau, la Vendéenne n'aborde pas dans les meilleures conditions son match contre les Coutrillons. Les attaquants vendéens, complètement perdus sur leur terrain, vont marquer à deux reprises contre leur propre gardien. Ceci fera descendre leur équipe à la sixième place, tandis que Coutras en profite pour s'emparer de la quatrième place.
L'opposition entre Ergué-Gabéric et Noisy-le-Grand revêt d'une grande importance pour les deux équipes afin de se prémunir contre la relégation. Les Noiséens, visiteur, prennent rapidement l'ascendant, mais les locaux n'entendent pas se faire mener. Tour à tour, le meneur du match est bousculé et se fait dépasser. Finalement, les équipes ne parviennent pas à se départager et quitte le terrain avec chacune un point.
Fort de leur performance en coupe d'Europe, la semaine précédente leur rencontre contre Lyon, Saint-Brieuc ambitionne de ramener la victoire lors de son déplacement. La prestation des gardiens est similaire, malgré une défaillance de plus pour le portier lyonnais. Il faut attendre les dernières minutes du match pour que Saint-Brieuc consolide définitivement sa victoire en inscrivant deux buts supplémentaires.
Les Plonéouristes, accompagnés par leurs supporters
, espèrent poursuivre sur leur lancée en profitant de la faiblesse défensive de leur hôte. Pour les Biarrots, la rencontre est une excellente occasion d'engranger des points. À la fin du match, les Bretons s'imposent sans discussion en marquant deux fois plus que leurs adversaires. Ils parviennent à obtenir leur seconde victoire consécutive.
Handicapé par la blessure de trois de ses joueurs, Ploufragan affronte Saint-Omer qui vient de récupérer certains de ses joueurs portés absents de ses effectifs. Cirilo Garcia, qui vient de rechausser les patins, achève les Bretons en marquant à cinq reprises en seconde période. Les Nordistes profitent de la défaite des Mérignacais pour grimper à la seconde place du championnat.

#### 16ejournée
Noisy, qui est en difficulté cette saison, se prépare à accueillir l'équipe vendéenne bien mieux classée. Cela n’empêche pas les locaux de prendre la tête dès la onzième minute. L'expérience des joueurs de La Vendéenne leur permet de combler puis de prendre la tête. L'égalisation de Noisy à cinq minutes du terme, ne dure que quelques minutes. Les Parisiens finissent pas s'incliner et reste dernier non-relégable.
Mérignac veut profiter de l'occasion de jouer à domicile contre la lanterne rouge du championnat pour reprendre la seconde place. Biarritz se fait surprendre dès la cinquième minute et ne pourra pas rattraper son retard. Mené 5 à 1, ils parviennent cependant à marquer à quatre reprises, mais ont entre-temps encaissé trois buts supplémentaires dont le dernier but du triplé d'Olivier Lesca.
Les récentes victoires des Plonéouristes leur ont permis de s'éloigner de la zone de relégation, mais ils restent talonnés par les Lyonnais, leurs adversaires du soir. La presse annonce un match équilibré, et elle ne se trompe pas. La rencontre tourne à un duel entre les deux gardiens, qui ont chacun laissé passer autant de buts que leur homologue. Au grand dam des équipes, elles se partagent les points de l'égalité.
Prématurément sortie de la coupe de France, Saint-Brieuc doit affronter une performante équipe nordiste que les Bretons ont néanmoins souvent contrarié. Saint-Omer, en quart de finale de coupe CERS, reste sur sept victoires consécutives. Cette série s'achève, au coup de sifflet final : les attaquants audomarois ne parviennent pas à concrétiser suffisamment d'occasion face au gardien briochin, Xavier Tanguy.
Ploufragan qui vient de créer la surprise en Coupe de France en sortant Saint-Brieuc de la compétition, reçoit la visite d'Ergué-Gabéric, un autre concurrent au maintien. Durant la première période les deux équipes s'observent et attendent que l'autre fasse des erreurs. En seconde période, Ergué-Gabéric profite des fragilités de Ploufragan pour les dominer. Ceci leur permet de combler le retard au classement.
Privé de son attaquant, Guillem Ribot, Quévert se déplace à Coutras pour un match qui s'annonce périlleux pour les deux équipes. Alors que Ronan Ricaille pense donner la victoire à Quévert en creusant l'écart, les Coutrillons parviennent à s'emparer des trois points en marquant à trente secondes du terme. En cas de nouveau faux-pas, les Bretons pourraient ne pas conserver leur titre.

#### 17ejournée
Les Lyonnais accueillent l'ambitieuse équipe de Mérignac, avec pour objectif de renouer avec la victoire. Les visiteurs n'étant pas de cet avis, se montrent très organisés en empêchant les Lyonnais de mettre de la vitesse dans leur jeu. Bien qu'ayant fait jeu égal en seconde période, l'avantage pris par Mérignac en première permet aux Bordelais de mettre la main sur la victoire et de se positionner au classement général.
Victorieux, lors de la journée précédente de Quévert, les joueurs coutrasiens accueillent leurs homologues gabéricois. Pour Ergué, il est essentiel de confirmer le bon résultat obtenu afin de pouvoir se maintenir, en ramenant au moins un point. Ce souhait n'est pas de l'avis des Aquitains qui tue la rencontre en trouvant à huit reprises la clé du but, sans connaître la moindre défaillance défensive.
Avant d'affronter, Lyon et Biarritz, Noisy-le-Grand doit s'attaquer au leader du classement, Quévert que les Franciliens mettent régulièrement en difficulté. C'est dans cette continuité que les Noiséens parviennent à accrocher les Quévertois, en menant au score à la pause. Le repositionnement défensif des Bretons, ainsi que l’accélération offensive, a finalement raison des Parisiens qui doivent s'incliner en fin de match.
Le match opposant la Roche-sur-Yon à Ploufragan paraît très déséquilibré sur le papier au vu que les visiteurs se déplacent sans le duo Rui Cova et David Abreu. La prestation du portier vendéen et le réalisme de ses attaquants permet aux Vendéens de prendre un large avantage. Cette réussite s'estompe ensuite pour laisser place à Clément Chedmail, qui réduit le score peu de temps avant le coup de sifflet final.
Plonéour, dont Wilfried Roux « se méfie de cette équipe composée de nombreux Portugais », est reçu par les joueurs de RAC Saint-Brieuc. Ces derniers, accrochés durant la première mi-temps, vont dominer la rencontre durant la seconde période. Bien que seulement une unique équipe les sépare au classement du championnat, les Briochins vont trouver à onze reprises le chemin des filets.
Toujours en embuscade à la troisième place, Saint-Omer se déplace à Biarritz. Les deux mauvaises entames de périodes des Nordistes profitent aux Biarrots qui marquent à quatre reprises. Beaucoup plus réalistes dans les moments décisifs, ces derniers remportent la rencontre. La défaite des Audomarois sonne le glas de leur espoir d'obtenir le titre cette saison, tout en conservant la possibilité de rester sur le podium.

#### 18ejournée
Cette journée ne s'annonce pas facile pour Ergué-Gabéric, luttant pour le maintien, qui doit affronter La Roche-sur-Yon, venant juste d'accrocher le FC Porto. Les Vendéens font face à des difficultés, en encaissant deux buts d'entrée de jeu. Mais ils savent rebondir avec le triplé de Carlo Di Benedetto. Le match très prolifique pour les attaquants se conclut par le plus petit des avantages pour La Roche-sur-Yon.
Biarritz qui a créé l'exploit lors de la journée précédente de battre le second, est revenu à quelques point de Noisy, son adversaire de la journée. Les Franciliens, qui ont l'avantage de jouer à domicile, prennent rapidement le contrôle de leurs adversaires en inscrivant quatre buts dans le premier quart d'heure. Même si la rencontre s'équilibre un peu en seconde période, la victoire reste acquise pour les Noiséens.
Après avoir accueilli Mérignac, la journée précédente, Lyon accueille une nouvelle fois des Girondins : Coutras. Face à une équipe de haut-de-tableau. Le score est serré, tout au long de la partie, et chacune des équipes parvient à égaliser à tour de rôles. Mais, les Coutrillons profitent d'une supériorité numérique à cinq minutes de la fin du match pour prendre définitivement l'avantage.
Les joueurs de Saint-Brieuc quittent lors ville, le jour de la « marée du siècle » pour se voir abriter par les Mérignacais. Bien aidé par un quintuplé de Pablo Gonzales-Ferrer, Saint-Brieuc prend une large avance avec un score de 7 à 3. Mais Mérignac réagit quelques instants plus tard et fini par remonter au score jusqu'à inscrire deux buts de plus que leurs adversaires. Cela permet à Mérignac d'obtenir la victoire.
Plonéour qui vient d'obtenir l'assurance d'être maintenu dans le championnat Élite pour la saison prochain, se déplace à Saint-Omer. Ce dernier doit s'imposer s'il veut monter sur le podium. Alors qu'au match aller la victoire fut difficile pour Saint-Omer, elle le fut également au retour. Les Audomarois ne parviennent à distancer leurs adversaires qu'en seconde période. Cette victoire les fait remonter à la troisième place.
Dans un derby costarmoricain, le capitaine de Ploufragan prévient qu'il « veut faire douter [Quévert] le plus longtemps possible ». C'est un objectif réussi puisque bien que mené de deux buts face au meneur du championnat, Ploufragan parvient à égaliser. Cependant, Quévert qui veut garder son « destin en les mains, pour essayer d'aller décrocher le titre », scelle le match par une conclusion de Ribot.

#### 19ejournée
Le championnat reprend après trois semaines sans match, interrompu par la coupe des Nations durant laquelle l'équipe de France se classe à la sixième place.
Les Mérignacais, second du championnat à un point de Quévert, se déplacent à Plonéour avec l'ambitieuse intention de remporter le championnat. Malgré la satisfaction de l'entraineur quant à la prestation des joueurs de Plonéour, la hiérarchie sportive est respectée. Les Bretons s'inclinent face à l'une des équipes les plus puissantes du championnat et reste en quête du maintien.
Toujours invaincu à domicile et en lice pour le podium, Saint-Brieuc veut obtenir sa revanche à la suite de sa défaite au match aller, en Gironde, à Coutras. Les contres des Coutrillons et la réussite de son attaquant, Esteve Pujals, sont redoutés, mais les Bretons parviennent notamment par un quintuplé de Pablo Gonzales-Ferrer, a engrangé les points de la victoire.
Les absences des deux Lyonnais, Aymed Baka et Youcef Bouhafs, permettent à Julien Nicolle, arbitre international évoluant en tant que joueur en équipe réserve, de disputer la rencontre l'opposant à Noisy-le-Grand. Dominé par l'hôte lyonnais, les Franciliens retournent la situation avec le réalisme de son buteur, Ruben Martins, et de caractère poussant ses adversaires à la faute.
Ploufragan restant sur quatre défaites consécutives et premier non-relégable, veut réussir son match face à Biarritz afin d’emmagasiner de la confiance à une semaine de la Final Four de la Coupe de France. Avec la même réussite qu'au match aller, les Bretons s'imposent face à la lanterne rouge du championnat par l'intermédiaire de la recrue hivernale, Rui Cova.
Bien que meneur du championnat, l'entraineur Quévertois se méfie du derby opposant ses protégés à Ergué-Gabéric. Cette équipe, pied au mur et à la recherche de point, se bat pour rester en première division. Bien que les Gabéricois n'aient pas été distancés au score, ils ne parviennent pas à décrocher de points, permettant ainsi à Quévert de conforter sa place de premier au classement.
La dernière rencontre est un prélude de la finale de la Coupe de France avec deux de ses quatre finalistes : La Roche-sur-Yon et Saint-Omer. La victoire des Audomarois lors d'un match de coupe d'Europe au Portugal, ne leur fait pas oublier les déconvenues récurrentes occasionnées par les Vendéens. Cette déconvenue s'est produite lorsque les Yonnais prennent l'avantage à cinq secondes du terme de la rencontre.

#### 20ejournée
C'est à peine une semaine après la finale de la Coupe de France, que leurs deux protagonistes se retrouvent à nouveau. Ronan Ricaille prédit, à tort, que comme « [les équipes ont] eu le temps de [s']observer le week-end dernier, le match va donc partir très vite ». Même, s'il ouvre personnellement la marque, le Breton devra laisser les points de la victoire aux Vendéens qui gèrent parfaitement la fin du match.
La rencontre en terre bretonne est aussi bien décisive pour Ergué-Gabéric que pour Biarritz : le match opposant les deux derniers du classement verra son perdant assuré de descendre en Nationale 2. Emiliano Chiconi, arrivé à Ergué en cours de saison, ouvre le score dès la première période. Il lance ses partenaires vers une victoire importante pour la fin de la saison, malgré l'efficacité du gardien adverse.
C'est toujours en Bretagne, que les deux premières équipes non-relégables s'affrontent. Le club rhodanien se déplace avec un effectif plus que réduit à Ploufragan qui vient juste d'obtenir une troisième place en Coupe de France. Rui Cova parvient à tromper ses anciens coéquipiers du début de saison, dès la première minute. Puis, bien qu'accrochés par Lyon, les locaux s'assurent de la victoire en fin de rencontre.
Les Noiséens, en pleine forme, reçoivent la visite de l'équipe de Saint-Brieuc. Malheureusement pour les locaux, le Briochin Marinho l'est encore plus, avec quatre réalisations en dix minutes. Malgré un début de remontée, en revenant à seulement deux buts, les Parisiens doivent laisser la victoire à Saint-Brieuc qui a réalisé une belle prestation.
« C'est un match à couteaux tirés qui nous attend. Eux visent le podium, nous le maintien ». Les Plonéouristes ont l'intention d'être opportuniste, même face à une équipe bien mieux classée qu'eux. Leur détermination en début de partie déstabilise les Coutrillons. Duarte Delgado, auteur de quatre buts, permet au club d'obtenir une victoire le mettant à l'abri de la relégation.
Match de haut-niveau en Gironde, les Mérignacais accueillent les hommes du Nord. Ces derniers prennent un avantage important en menant de trois buts, mais peut-être las de leur déplacement, les Audomarois sont rejoints au score. L'affichage n'évoluera plus jusqu’au coup de sifflet final, ce qui profite aux locaux qui saisissent l'occasion de prendre la tête du championnat.

#### 21ejournée
Pour son dernier match à domicile, Plonéour rencontre La Roche-sur-Yon. Les deux équipes viennent de remporter leur dernier match face à des équipes mieux classées. Le coach de Plonéour veut « finir à domicile sur une bonne note et un bon résultat [le] rassurerait définitivement ». L'équipe parvient à obtenir son maintien en Nationale 1 en arrachant le point du partage, face à une équipe prétendante au podium.
Le derby de la journée voit s'opposer Mérignac, proche d'obtenir une participation en Ligue européenne et Coutras, multiple champion de France. Le match, se déroulant devant un public enthousiaste, est très indécis : Coutras prend la tête durant la première mi-temps, mais c'est Mérignac qui remporte la rencontre, par un doublé de Sylvain Lesca et Rémi Herman, et assure sa qualification en Ligue européenne.
Un autre derby a lieu à Saint-Brieuc dans une salle tout aussi comble qu'en Aquitaine. À l'issue de la rencontre tendue et physique, Ploufragan parvient à obtenir sa troisième victoire de rang, lui permettant de remonter à la septième place synonyme de Coupe d'Europe. Saint-Brieuc, venant d'apprendre le départ de Mário Rodriguez, chute du podium à une journée de la fin du championnat.
Après deux mois sans avoir joué dans leur salle, Saint-Omer a la possibilité d'accueillir l'équipe noiséenne devant son public. Bien que mal classé, les Audomarois, visant le podium, se méfient de Noisy qui compte dans ses rangs de nombreux joueurs talentueux. En marquant à quatre reprises Toni Sero Gine permet à son équipe de remporter le match et de reprendre sa place de meilleur buteur du championnat.
À Lyon, un match décisif pour le maintien se déroule entre les locaux et Ergué-Gabéric, le perdant étant quasiment certain d'être relégué. La présidente du club breton se déplace dans l'espoir de réitérer le résultat obtenu lors de la dernière journée. Le match, très défensif, tourne au plus faible des avantages pour les Lyonnais qui peuvent désormais penser à la prochaine saison en Nationale 1.
Biarritz, dernier du classement et déjà relégué, reçoit Quévert, deuxième du championnat à égalité de point avec le premier. L'objectif de Quévert est de marquer plus de buts que Mérignac, afin de reprendre la tête du championnat grâce à une meilleure différence de but. Quévert, profitant de nombreuses erreurs des Biarrots, reste à égalité avec Mérignac : le titre de champion de France sera attribué lors de la dernière journée.

#### 22ejournée
Pour son dernier match avant sa relégation, Biarritz se rend à La Roche-sur-Yon. La Vendéenne ne fait preuve d'aucun sentiment en infligeant à leur adversaire la plus grosse défaite de la saison par 16 buts à 0. Édu Fernandez, pour son dernier match en France, marque à lui seul sept buts. Hormis les gardiens, seul Litus ne parvient pas à trouver la voie des filets alors que ses sept autres coéquipiers y sont parvenus.
Pour son dernier match avant sa relégation, l'équipe d'Ergué-Gabéric reçoit Saint-Brieuc. La prestation des gardiens de chacune des équipes fait qu'aucune ne parvient à prendre l'ascendant sur l'autre : le score est de parité au retour des vestiaires. Le triplé inscrit par Wilfried Roux en seconde période ne permet pas à Saint-Brieuc de s'imposer. Son équipe doit s'incliner face à la future équipe de Nationale 2, Ergué-Gabéric.
Les Bretons de Ploufragan et Plonéour-Lanvern occupent les 7e et 8e place du classement. Rien n'est joué entre ses deux équipes dont le vainqueur, en plus de gagner une place, se qualifie pour les compétitions européennes la saison suivante. Plonéour qui part avec le double avantage de jouer à domicile et du bénéfice de l'égalité, parvient à s'imposer dans un match serré en prenant l'avantage à deux minutes du terme.
L'enjeu est grand entre Coutras et Saint-Omer. Ce dernier doit l'emporter pour s'assurer d'une troisième place mais une défaite conduirait à voir Coutras remonter à la cinquième position. L'entame de partie est rapide puisque quatre buts sont marqués dans le premier quart d'heure avec un avantage à Coutras. Saint-Omer se laisse distancer en seconde période et ne parvient pas à remonter tout son retard.
Mérignac à égalité avec Quévert joue le titre en se déplaçant à Noisy. Le premier but ne se fait attendre que cinq secondes pour Noisy, mais Mérignac rattrape son retard avant de se refaire distancer. Mené de deux buts à quatre minutes du terme, Mérignac crée l'exploit de trouver le chemin des filets par trois fois. Mais l'égalisation à 57 secondes de la fin de la saison condamne Mérignac à un résultat final de dauphin.
À domicile et qui plus face à un adversaire venu sans remplaçant ni son entraineur habituel, Quévert est dans les meilleures conditions cette rencontre décisive face à Lyon pour le titre national. Les Bretons prennent l'avantage dès la 3e minute et ne laissera plus l'avantage aux Lyonnais en marquant ensuite à dix reprises, contre deux pour les visiteurs. Quévert obtient son 9e titre de champion de France de Nationale 1
.

### Tableau synthétique des résultats
| Résultats (dom.\ext.)                                      | BO   | USC  | ALEG | LV   | RHC  | SAM | CSNG | ALPL | SPRS | HCQ | RAC  | SCRA |
| Biarritz OL                                                |      | 2-6  | 7-7  | 3-11 | 6-5  | 2-4 | 4-7  | 4-8  | 3-6  | 2-9 | 5-4  | 7-6  |
| US Coutras                                                 | 10-2 |      | 8-0  | 5-4  | 10-1 | 2-4 | 5-2  | 3-4  | 1-1  | 5-4 | 6-4  | 7-5  |
| AL Ergué-Gabéric                                           | 4-1  | 4-4  |      | 6-7  | 5-5  | 1-3 | 6-6  | 2-8  | 7-6  | 0-3 | 5-4  | 3-7  |
| LV La Roche-sur-Yon                                        | 16-0 | 3-6  | 5-1  |      | 3-3  | 9-4 | 7-3  | 5-0  | 6-1  | 3-4 | 8-6  | 5-4  |
| RHC Lyon                                                   | 8-1  | 4-5  | 2-1  | 2-5  |      | 2-5 | 6-9  | 10-7 | 5-2  | 1-4 | 2-5  | 4-7  |
| SA Mérignac                                                | 8-5  | 6-4  | 8-4  | 8-3  | 6-3  |     | 7-4  | 7-4  | 5-3  | 6-5 | 10-8 | 6-6  |
| CS Noisy-le-Grand                                          | 11-5 | 6-6  | 4-4  | 2-3  | 2-3  | 8-8 |      | 6-5  | 1-2  | 4-6 | 4-8  | 2-6  |
| AL Plonéour-Lanvern                                        | 5-1  | 6-8  | 4-3  | 6-6  | 5-5  | 4-7 | 5-5  |      | 4-5  | 3-5 | 3-3  | 4-5  |
| SPRS Ploufragan                                            | 8-2  | 5-10 | 5-7  | 2-2  | 7-4  | 3-4 | 3-3  | 4-3  |      | 2-3 | 1-5  | 3-9  |
| HC Quévert                                                 | 9-7  | 3-1  | 4-2  | 5-6  | 11-2 | 5-4 | 6-4  | 5-3  | 5-3  |     | 4-2  | 2-4  |
| RAC Saint-Brieuc                                           | 14-1 | 9-4  | 4-3  | 6-3  | 5-3  | 5-2 | 5-4  | 11-4 | 5-6  | 4-4 |      | 8-6  |
| SCRA Saint-Omer                                            | 12-6 | 9-1  | 4-3  | 1-5  | 6-1  | 8-2 | 12-6 | 7-4  | 5-4  | 0-1 | 3-5  |      |
| - Victoire à domicile - Match nul - Victoire à l'extérieur |      |      |      |      |      |     |      |      |      |     |      |      |

### Classement de la saison régulière
Au terme d'une saison dont le titre est décerné lors de la dernière journée, le HC Quévert conserve son titre de champion de France que le club conquiert pour la neuvième fois. Parallèlement en s'adjugeant la coupe de France, le club parvient à réaliser le deuxième doublé de son histoire et devient le premier club à réaliser cette performance.
Le classement final montre un championnat à deux vitesses dans lequel six équipes se détachent clairement des six autres, en ayant les six meilleures défenses et attaques du championnat. Il y a notamment un écart de 17 points entre le dernier du groupe de tête et le premier club du bas de classement. Cette séparation apparaît dès le début de la saison, avant même la fin des matchs aller.
| Rang | Équipe                | Pts | J  | G  | N | P  | Bp  | Bc  | Diff |
| ---- | --------------------- | --- | -- | -- | - | -- | --- | --- | ---- |
| 1    | HC Quévert T C        | 52  | 22 | 17 | 1 | 4  | 107 | 68  | +39  |
| 2    | SA Mérignac           | 50  | 22 | 16 | 2 | 4  | 124 | 98  | +26  |
| 3    | LV La Roche-sur-Yon   | 45  | 22 | 14 | 3 | 5  | 125 | 78  | +47  |
| 4    | SCRA Saint-Omer       | 43  | 22 | 14 | 1 | 7  | 132 | 89  | +43  |
| 5    | US Coutras            | 42  | 22 | 13 | 3 | 6  | 117 | 88  | +29  |
| 6    | RAC Saint-Brieuc      | 41  | 22 | 13 | 2 | 7  | 130 | 91  | +39  |
| 7    | SPRS Ploufragan       | 24  | 22 | 7  | 3 | 12 | 82  | 99  | -17  |
| 8    | AL Plonéour-Lanvern P | 19  | 22 | 5  | 4 | 13 | 99  | 117 | -18  |
| 9    | CS Noisy-le-Grand     | 18  | 22 | 4  | 6 | 12 | 103 | 122 | -19  |
| 10   | RHC Lyon              | 18  | 22 | 5  | 3 | 14 | 81  | 117 | -36  |
| 11   | AL Ergué-Gabéric      | 17  | 22 | 4  | 5 | 13 | 78  | 109 | -31  |
| 12   | Biarritz OL P         | 10  | 22 | 3  | 1 | 18 | 76  | 178 | -102 |

|   | Champion et qualification en Ligue européenne |
|   | Qualification en Ligue européenne             |
|   | Qualification en Coupe CERS                   |
|   | Relégation en Nationale 2                     |
| T | Tenant du titre                               |
| P | Promu                                         |
| C | Vainqueur de la Coupe de France 2015          |

De par les résultats de ses clubs notamment dans les diverses compétitions européennes, la France obtient deux places pour pouvoir participer à la Ligue européenne. Le règlement français prévoit que ces places sont attribuées selon le classement des clubs dans le championnat de Nationale 1. En conséquence, ce sont les clubs de Quévert et de Mérignac, classés aux deux premières places, qui obtiennent un billet pour participer à la Ligue européenne 2015-2016.
Les quatre premières équipes du championnat, non qualifiées pour la Ligue européenne, obtiennent une place pour concourir à la Coupe CERS 2015-2016. Néanmoins, une cinquième place est prioritairement attribuée à l'un des finalistes de la Coupe de France. Le HC Quévert, vainqueur du championnat et de la coupe, ne peut y participer en raison de sa qualification en Ligue européenne, tout comme LV La Roche-sur-Yon, ayant déjà obtenu une place du fait de ses résultats. Cela profite à l'équipe de Ploufragan, classée à une septième place du championnat synonyme de coupe CERS.
À la suite d'une modification du règlement en 2013, les matchs de barrages devant déterminer la dernière place attribuée pour participer au championnat de France de Nationale 1, sont supprimés.
Cela a pour conséquence qu'à l'issue de la saison 2014-2015, les dix premières équipes du championnat de France de Nationale 1 sont automatiquement qualifiées pour participer au championnat 2015-2016. Les équipes de Biarritz et d'Ergué-Gabéric ayant terminé aux deux dernières places du championnat sont également automatiquement relégués pour participer au prochain championnat de Nationale 2, sans possibilité de jouer leur maintien lors d'un match de barrage.
En Nationale 2, deux équipes sont qualifiées à l'issue de leur championnat pour la prochaine édition du championnat de France de Nationale 1. L'équipe du Nantes ARH, en étant champion de la poule Sud, parvient à revenir au plus haut-niveau après l'avoir quitté en 2010. Aix-les-Bains, pourtant à la seconde place de la poule Sud juste derrière le club nantais, obtient également son ticket pour l'accession à la Nationale 1. Les Aixois profitent du fait que les deux premières équipes de la poule Nord soient des équipes réserves appartenant à un club ayant déjà une équipe en Élite et qu'elles n'ont pas la possibilité d'accéder à la Nationale 1.
| Clubs \ Journées    | 1  | 2  | 3  | 4  | 5  | 6  | 7  | 8  | 9  | 10 | 11 | 12 | 13 | 14 | 15 | 16 | 17 | 18 | 19 | 20 | 21 | 22 |
| ------------------- | -- | -- | -- | -- | -- | -- | -- | -- | -- | -- | -- | -- | -- | -- | -- | -- | -- | -- | -- | -- | -- | -- |
| Biarritz OL         | 3  | 4  | 8  | 10 | 11 | 12 | 12 | 12 | 12 | 12 | 12 | 12 | 12 | 12 | 12 | 12 | 12 | 12 | 12 | 12 | 12 | 12 |
| US Coutras          | 5  | 7  | 4  | 4  | 5  | 5  | 5  | 3  | 2  | 5  | 6  | 6  | 6  | 4  | 4  | 4  | 4  | 3  | 3  | 5  | 6  | 5  |
| AL Ergué-Gabéric    | 12 | 12 | 12 | 12 | 9  | 9  | 10 | 11 | 11 | 10 | 11 | 11 | 11 | 11 | 11 | 11 | 11 | 11 | 11 | 11 | 11 | 11 |
| LV La Roche-sur-Yon | 5  | 9  | 6  | 8  | 6  | 6  | 6  | 5  | 6  | 6  | 5  | 5  | 4  | 5  | 6  | 6  | 6  | 6  | 5  | 4  | 4  | 3  |
| RHC Lyon            | 5  | 3  | 5  | 7  | 6  | 8  | 9  | 7  | 7  | 7  | 7  | 7  | 7  | 7  | 8  | 8  | 8  | 8  | 10 | 10 | 9  | 10 |
| SA Mérignac         | 3  | 1  | 2  | 3  | 1  | 2  | 3  | 2  | 4  | 3  | 3  | 3  | 3  | 3  | 3  | 3  | 2  | 2  | 2  | 1  | 2  | 2  |
| CS Noisy-le-Grand   | 5  | 7  | 9  | 9  | 9  | 10 | 8  | 9  | 9  | 9  | 10 | 10 | 8  | 10 | 10 | 10 | 10 | 9  | 7  | 9  | 10 | 9  |
| AL Plonéour-Lanvern | 11 | 9  | 7  | 5  | 6  | 6  | 7  | 8  | 8  | 8  | 9  | 9  | 10 | 9  | 7  | 7  | 7  | 7  | 8  | 7  | 8  | 8  |
| SPRS Ploufragan     | 9  | 9  | 11 | 11 | 12 | 11 | 11 | 10 | 10 | 11 | 8  | 8  | 9  | 8  | 9  | 9  | 9  | 10 | 9  | 8  | 7  | 7  |
| HC Quévert          | 2  | 1  | 1  | 2  | 1  | 1  | 1  | 1  | 1  | 1  | 1  | 1  | 1  | 1  | 1  | 1  | 1  | 1  | 1  | 2  | 1  | 1  |
| RAC Saint-Brieuc    | 9  | 4  | 10 | 6  | 3  | 4  | 4  | 6  | 5  | 4  | 4  | 4  | 5  | 6  | 5  | 5  | 5  | 5  | 4  | 3  | 5  | 6  |
| SCRA Saint-Omer     | 1  | 4  | 3  | 1  | 3  | 3  | 2  | 4  | 3  | 2  | 2  | 2  | 2  | 2  | 2  | 2  | 3  | 3  | 6  | 6  | 3  | 4  |

### Meilleurs buteurs
Pour la deuxième année consécutive, l'Espagnol Toni Sero Gine termine meilleur buteur de Nationale 1. Son intégration à Saint-Omer, à la suite de son transfert de Quévert, ne lui aura pas été préjudiciable même s'il compte huit réalisations en moins à son compteur avec 45 buts. Son dauphin est Mário Rodriguez, qui pour son unique saison en France, ne marque qu'un seul but de moins que l'attaquant audomarois. Marcio Fonseca, l'ancien dauphin, termine à la dixième place des buteurs cette saison. Deux joueurs complètent le podium cette saison : Esteve Pujals, le nouvel attaquant de Coutras, et Carlo Di Benedetto, l'international français, qui compte chacun 34 réalisations à leur actif. Passé de Saint-Brieuc à Coutras, Alberto Moralès conserve sa place dans le top 10.
| Pl. | Nom                   | Club                | Buts |
| --- | --------------------- | ------------------- | ---- |
| 1   | Toni Sero Gine        | SCRA Saint-Omer     | 45   |
| 2   | Mário Rodriguez       | RAC Saint-Brieuc    | 44   |
| 3   | Esteve Pujals         | US Coutras          | 34   |
| -   | Carlo Di Benedetto    | LV La Roche-sur-Yon | 34   |
| 5   | Pablo Gonzales-Ferrer | RAC Saint-Brieuc    | 33   |
| 6   | Marcos Pinto          | AL Plonéour-Lanvern | 32   |
| 7   | Pablo Nelson Saavedra | HC Quévert          | 31   |
| -   | Sylvain Lesca         | SA Mérignac         | 31   |
| -   | Alberto Moralès       | US Coutras          | 31   |
| 10  | Marcio Fonseca        | CS Noisy-le-Grand   | 30   |

### Note
1. ↑  Date de la dernière journée du championnat de Nationale 1 de la saison 2013-2014.

### Feuilles de match
Les feuilles de match sont issues du site officiel de la Fédération française de roller sports : ffroller.fr. 
1. ↑  Rapport 18366 du 13/09/14 : La Roche-sur-Yon - Lyon
2. ↑  Rapport 18367 du 13/09/14 : Biarritz - Saint-Brieuc
3. ↑  Rapport 18368 du 13/09/17 : Noisy-le-Grand - Coutras
4. ↑  Rapport 18369 du 13/09/14 : Ploufragan - Mérignac
5. ↑  Rapport 18370 du 13/09/14 : Ergué-Gabéric - Saint-Omer
6. ↑  Rapport 18371 du 13/09/14 : Quévert - Plonéour-Lanvern
7. ↑  Rapport 18372 du 20/09/14 : Mérignac - Ergué-Gabéric
8. ↑  Rapport 18373 du 20/09/14 : Coutras - Ploufragan
9. ↑  Rapport 18374 du 20/09/14 : Lyon - Biarritz
10. ↑  Rapport 18375 du 20/09/14 : Saint-Brieuc - La Roche-sur-Yon
11. ↑  Rapport 18376 du 20/09/14 : Plonéour-Lanvern - Noisy-le-Grand
12. ↑  Rapport 18377 du 20/09/14 : Saint-Omer - Quévert
13. ↑  Rapport 18378 du 27/09/14 : La Roche-sur-Yon - Mérignac
14. ↑  Rapport 18379 du 27/09/14 : Biarritz - Coutras
15. ↑  Rapport 18380 du 27/09/14 : Lyon - Saint-Omer
16. ↑  Rapport 18381 du 27/09/14 : Ploufragan - Noisy-le-Grand
17. ↑  Rapport 18382 du 27/09/14 : Ergué-Gabéric - Plonéour-Lanvern
18. ↑  Rapport 18383 du 27/09/14 : Quévert - Saint-Brieuc
19. ↑  Rapport 18384 du 04/10/14 : Mérignac - Quévert
20. ↑  Rapport 18385 du 04/10/14 : Coutras - La Roche-sur-Yon
21. ↑  Rapport 18386 du 04/10/14 : Noisy-le-Grand - Ergué-Gabéric
22. ↑  Rapport 18387 du 04/10/14 : Saint-Brieuc - Lyon
23. ↑  Rapport 18388 du 04/10/14 : Plonéour-Lanvern - Biarritz
24. ↑  Rapport 18389 du 04/10/14 : Saint-Omer - Ploufragan
25. ↑  Rapport 18390 du 11/10/14 : La Roche-sur-Yon - Noisy-le-Grand
26. ↑  Rapport 18391 du 11/10/14 : Biarritz - Mérignac
27. ↑  Rapport 18392 du 11/10/14 : Lyon - Plonéour-Lanvern
28. ↑  Rapport 18393 du 11/10/14 : Saint-Brieuc - Saint-Omer
29. ↑  Rapport 18394 du 11/10/14 : Ergué-Gabéric - Ploufragan
30. ↑  Rapport 18395 du 11/10/14 : Quévert - Coutras
31. ↑  Rapport 18396 du 25/10/14 : Mérignac - Lyon
32. ↑  Rapport 18397 du 25/10/14 : Ergué-Gabéric - Coutras
33. ↑  Rapport 18398 du 25/10/14 : Noisy-le-Grand - Quévert
34. ↑  Rapport 18399 du 25/10/14 : Ploufragan - La Roche-sur-Yon
35. ↑  Rapport 18400 du 25/10/14 : Plonéour-Lanvern - Saint-Brieuc
36. ↑  Rapport 18401 du 25/10/14 : Saint-Omer - Biarritz
37. ↑  Rapport 18402 du 08/11/14 : La Roche-sur-Yon - Ergué-Gabéric
38. ↑  Rapport 18403 du 08/11/14 : Biarritz - Noisy-le-Grand
39. ↑  Rapport 18404 du 08/11/14 : Coutras - Lyon
40. ↑  Rapport 18405 du 08/11/14 : Saint-Brieuc - Mérignac
41. ↑  Rapport 18406 du 08/11/14 : Plonéour-Lanvern - Saint-Omer
42. ↑  Rapport 18407 du 08/11/14 : Quévert - Ploufragan
43. ↑  Rapport 18408 du 15/11/14 : Mérignac - Plonéour-Lanvern
44. ↑  Rapport 18409 du 15/11/14 : Coutras - Saint-Brieuc
45. ↑  Rapport 18410 du 15/11/14 : Noisy-le-Grand - Lyon
46. ↑  Rapport 18411 du 15/11/14 : Ploufragan - Biarritz
47. ↑  Rapport 18412 du 15/11/14 : Ergué-Gabéric - Quévert
48. ↑  Rapport 18413 du 15/11/14 : Saint-Omer - La Roche-sur-Yon
49. ↑  Rapport 18414 du 29/11/14 : La Roche-sur-Yon - Quévert
50. ↑  Rapport 18415 du 29/11/14 : Biarritz - Ergué-Gabéric
51. ↑  Rapport 18416 du 29/11/14 : Lyon - Ploufragan
52. ↑  Rapport 18417 du 29/11/14 : Saint-Brieuc - Noisy-le-Grand
53. ↑  Rapport 18418 du 29/11/14 : Plonéour-Lanvern - Coutras
54. ↑  Rapport 18419 du 29/11/14 : Saint-Omer - Mérignac
55. ↑  Rapport 18420 du 06/12/14 : La Roche-sur-Yon - Plonéour-Lanvern
56. ↑  Rapport 18421 du 06/12/14 : Coutras - Mérignac
57. ↑  Rapport 18422 du 06/12/14 : Noisy-le-Grand - Saint-Omer
58. ↑  Rapport 18423 du 06/12/14 : Ploufragan - Saint-Brieuc
59. ↑  Rapport 21444 du 06/12/14 : Ergué-Gabéric - Lyon
60. ↑  Rapport 18425 du 06/12/14 : Quévert - Biarritz
61. ↑  Rapport 18426 du 13/12/14 : Mérignac - Noisy-le-Grand
62. ↑  Rapport 18427 du 11/11/14 : Biarritz - LV La Roche-sur-Yon
63. ↑  Rapport 18428 du 11/11/14 : Lyon - Quévert
64. ↑  Rapport 18429 du 13/12/14 : Saint-Brieuc - Ergué-Gabéric
65. ↑  Rapport 18430 du 13/12/14 : Plonéour-Lanvern - Ploufragan
66. ↑  Rapport 18431 du 13/12/14 : Saint-Omer - Coutras
67. ↑  Rapport 18432 du 10/01/15 : Lyon - La Roche-sur-Yon
68. ↑  Rapport 18433 du 10/01/15 : Saint-Brieuc - Biarritz
69. ↑  Rapport 18434 du 10/01/15 : Coutras - Noisy-le-Grand
70. ↑  Rapport 18435 du 10/01/15 : Mérignac - Ploufragan
71. ↑  Rapport 18436 du 10/01/15 : Saint-Omer - Ergué-Gabéric
72. ↑  Rapport 18437 du 10/01/15 : Plonéour-Lanvern - Quévert
73. ↑  Rapport 18438 du 24/01/15 : Ergué-Gabéric - Mérignac
74. ↑  Rapport 18439 du 24/01/15 : Ploufragan - Coutras
75. ↑  Rapport 18440 du 24/01/15 : Biarritz - Lyon
76. ↑  Rapport 18441 du 24/01/15 : La Roche-sur-Yon - Saint-Brieuc
77. ↑  Rapport 18442 du 24/01/15 : Noisy-le-Grand - Plonéour-Lanvern
78. ↑  Rapport 18443 du 24/01/15 : Quévert - Saint-Omer
79. ↑  Rapport 18444 du 31/01/15 : Mérignac - La Roche-sur-Yon
80. ↑  Rapport 18445 du 31/01/15 : Coutras - Biarritz
81. ↑  Rapport 18446 du 31/01/15 : Saint-Omer - Lyon
82. ↑  Rapport 18447 du 31/01/15 : Noisy-le-Grand - Ploufragan
83. ↑  Rapport 18448 du 31/01/15 : Plonéour-Lanvern - Ergué-Gabéric
84. ↑  Rapport 18449 du 31/01/15 : Saint-Brieuc - Quévert
85. ↑  Rapport 18450 du 14/02/15 : Quévert - Mérignac
86. ↑  Rapport 18451 du 14/02/15 : La Roche-sur-Yon - Coutras
87. ↑  Rapport 18452 du 14/02/15 : Ergué-Gabéric - Noisy-le-Grand
88. ↑  Rapport 18453 du 14/02/15 : Lyon - Saint-Brieuc
89. ↑  Rapport 18454 du 14/02/15 : Biarritz - Plonéour-Lanvern
90. ↑  Rapport 18455 du 14/02/15 : Ploufragan - Saint-Omer
91. ↑  Rapport 18456 du 28/02/15 : Noisy-le-Grand - La Roche-sur-Yon
92. ↑  Rapport 18457 du 28/02/15 : Mérignac - Biarritz
93. ↑  Rapport 18458 du 28/02/15 : Plonéour-Lanvern - Lyon
94. ↑  Rapport 18459 du 28/02/15 : Saint-Omer - Saint-Brieuc
95. ↑  Rapport 18460 du 28/02/15 : Ploufragan - Ergué-Gabéric
96. ↑  Rapport 18461 du 28/02/15 : Coutras - Quévert
97. ↑  Rapport 18462 du 14/03/15 : Lyon - Mérignac
98. ↑  Rapport 18463 du 07/03/15 : Coutras - Ergué-Gabéric
99. ↑  Rapport 18464 du 07/03/15 : Quévert - Noisy-le-Grand
100. ↑  Rapport 18465 du 14/03/15 : La Roche-sur-Yon - Ploufragan
101. ↑  Rapport 18466 du 14/03/15 : Saint-Brieuc - Plonéour-Lanvern
102. ↑  Rapport 18467 du 14/03/15 : Biarritz - Saint-Omer
103. ↑  Rapport 18468 du 21/03/15 : Ergué-Gabéric - La Roche-sur-Yon
104. ↑  Rapport 18469 du 21/03/15 : Noisy-le-Grand - Biarritz
105. ↑  Rapport 18470 du 21/03/15 : Lyon - Coutras
106. ↑  Rapport 18471 du 21/03/15 : Mérignac - Saint-Brieuc
107. ↑  Rapport 18472 du 02/05/15 : Saint-Omer - Plonéour-Lanvern
108. ↑  Rapport 18473 du 21/03/15 : Ploufragan - Quévert
109. ↑  Rapport 18474 du 13/04/15 : Plonéour-Lanvern - Mérignac
110. ↑  Rapport 18475 du 13/04/15 : Saint-Brieuc - Coutras
111. ↑  Rapport 18476 du 13/04/15 : Lyon - Noisy-le-Grand
112. ↑  Rapport 18477 du 13/04/15 : Biarritz - Ploufragan
113. ↑  Rapport 18478 du 13/04/15 : Quévert - Ergué-Gabéric
114. ↑  Rapport 18479 du 13/04/15 : La Roche-sur-Yon - Saint-Omer
115. ↑  Rapport 18480 du 25/04/15 : Quévert - La Roche-sur-Yon
116. ↑  Rapport 18481 du 25/04/15 : Ergué-Gabéric - Biarritz
117. ↑  Rapport 18482 du 24/04/15 : Ploufragan - Lyon
118. ↑  Rapport 18483 du 25/04/15 : Noisy-le-Grand - Saint-Brieuc
119. ↑  Rapport 18484 du 24/04/15 : Coutras - Plonéour-Lanvern
120. ↑  Rapport 18485 du 25/04/15 : Mérignac - Saint-Omer
121. ↑  Rapport 18486 du 02/05/15 : Plonéour-Lanvern - La Roche-sur-Yon
122. ↑  Rapport 18487 du 02/05/15 : Mérignac - Coutras
123. ↑  Rapport 18489 du 02/05/15 : Saint-Brieuc - Ploufragan
124. ↑  Rapport 18488 du 02/05/15 : Saint-Omer - Noisy-le-Grand
125. ↑  Rapport 18490 du 02/05/15 : Lyon - Ergué-Gabéric
126. ↑  Rapport 18491 du 02/05/15 : Biarritz - Quévert
127. ↑  Rapport 22559 du 16/05/15 : Noisy-le-Grand - Mérignac
128. ↑  Rapport 18493 du 16/05/15 : La Roche-sur-Yon - Biarritz
129. ↑  Rapport 18494 du 16/05/15 : Quévert - Lyon
130. ↑  Rapport 18495 du 16/05/15 : Ergué-Gabéric - Saint-Brieuc
131. ↑  Rapport 18496 du 16/05/15 : Ploufragan - Plonéour-Lanvern
132. ↑  Rapport 18497 du 16/05/15 : Coutras - Saint-Omer

### Règles du jeu
- Fédération française de roller sports, Règlement Sportif du Comité Rink Hockey - Partie I, 2014, 80 p. (lire en ligne)

1. ↑  Règlement Sportif du Comité Rink Hockey 2014 : Article 109 - Attributions et rôle des arbitres principaux, p. 65.
2. ↑  Règlement Sportif du Comité Rink Hockey 2014 : Article 110 - Attributions et rôle de « l'arbitre assistant », p. 65.

- Fédération française de roller sports, Règlement Sportif du Comité Rink Hockey - Partie II, 2014, 63 p. (lire en ligne)

1. ↑  Règlement Sportif du Comité Rink Hockey 2014 : Article 201 - Mutation - Changement de clubs, p. 2.
2. ↑  Règlement Sportif du Comité Rink Hockey 2014 : Article 221 - Modification des dates ou des horaires, p. 18.
3. ↑  Règlement Sportif du Comité Rink Hockey 2014 : Article 303 - Qualification - Ligue Européenne des clubs, p. 24.
4. ↑  Règlement Sportif du Comité Rink Hockey 2014 : Article 304 - Qualification - Coupe de la C.E.R.S., p. 24.
5. ↑  Règlement Sportif du Comité Rink Hockey 2014 : Article 305 - Maintien en N1-Élite, p. 24.
6. ↑  Règlement Sportif du Comité Rink Hockey 2014 : Article 403 - Accession en N1-Élite, p. 25.